# Sólyom László
Sólyom László (3 tháng 1 năm 1942 – 8 tháng 10 năm 2023) là một chính khách Hungary. László Sólyom là tổng thống Hungary thứ ba của nền cộng thứ 3 Hungary, nhiệm kỳ từ 2006-2010. Trước đó ông là Chủ tịch của Tòa án Hiến pháp của Hungary 1990-1998.

## Tiểu sử
László Sólyom sinh ra ở thành phố Pécs miền nam Hungary. Ông tốt nghiệp luật từ trường Đại học Pécs năm 1965. Ông làm giáo sư tại trường đại học và học viện pháp lý ở Budapest: Đại học Loránd Eötvös từ năm 1983, tại Trường Đại học Công giáo Péter Pázmány từ năm 1996, và tại Đại học Ngôn ngữ Đức Andrássy Gyula Budapest từ năm 2002. Ông cũng đã làm việc tại Jena, Đức trong 3 năm.
Sự nghiệp chính trị của ông bắt đầu làm cố vấn pháp lý cho các tổ chức dân sự và môi trường vào cuối những năm 1980. Là người sáng lập của Duna Kör, ông cũng có một vai trò quan trọng trong các vấn đề bảo vệ môi trường như ngăn chặn việc xây dựng đập Gabčíkovo - Nagymaros, theo Duna Kör, sẽ làm hư hại môi trường sống của một phần phía bắc của sông Danube. Ông là một trong những người sáng lập của Diễn đàn Dân chủ Hungary (MDF) vào năm 1987, và đại diện bên đó trong các cuộc đàm phán đối lập Hội nghị bàn tròn đã đóng một vai trò rất quan trọng trong quá trình chuyển đổi dân chủ nghị viện của Hungary. Năm 1989, trong một thời gian ngắn, ông là thành viên của ủy ban điều hành của MDF.